# Motorola Mobility
Motorola Mobility LLC е американска компания, собственост на китайската мултинационална корпорация Lenovo. Произвежда потребителска електроника и телекомуникационно оборудване и разработва мобилни устройства и софтуер за операционната система Android.
До 4 януари 2011 г. Motorola Mobility и Motorola Solutions са част от единната компания Моторола, един от водещите световни производители на мобилни телефони.

## История
Motorola Mobility се появява на 4 януари 2011 г. в резултат на разделянето на Моторола на две независими една от друга компании, едната от които Motorola Solutions е специализирана в корпоративни решения и системи за видеоконференции, а другата Motorola Mobility е специализирана в производството на потребителско оборудване (мобилни устройства и битова електроника).
През август 2011 г. е обявена сделка между Google и Motorola Mobility за присъединяването на последната към Google. Покупката на Motorola Mobility струва на Google 12,5 милиарда долара, което е с 63% повече от пазарната стойност. Придобиването е най-голямото за Google и приключва на 22 май 2012 г. Денис Уудсайд е назначен за главен изпълнителен директор, заменяйки Санджай Джа, който ръководи компанията от 2008 г. С покупката Google получава достъп до патентното портфолио на Motorola, което включва 25 хиляди патента и приложения. Към момента на покупката всички смартфони, произведени от Motorola Mobility, са произведени с операционната система на Google Android.
На 19 декември 2012 г. Google продава подразделението Motorola Home, бивша част от Motorola Mobility, за 2,35 милиарда долара на ARRIS Group. В резултат на тази сделка петербургското подразделение на Motorola Mobility престава да съществува, ставайки част от ARRIS.
На 10 януари 2014 г. става известно, че китайската компания Lenovo се е договорила с Google да закупи Motorola Mobility. Стойността на сделката е 2,91 милиарда долара. Lenovo заплаща на Google 660 милиона долара след подписването на сделката, а Google получава още 750 милиона долара под формата на ценни книжа. Останалите 1,5 милиарда долара на Lenovo са изплатени за 3 години. Повечето от патентите, притежавани от Motorola, остават в Google. Сделката е одобрена и затворена на 30 октомври 2014 г., след което пълният контрол над Motorola преминава в ръцете на Lenovo.

## Иновации
През 2017 г. Motorola получава патент за смартфон със самовъзстановяващо се стъкло. Технологията включва покриване на устройството с полимер с възможност за запомняне на формата му. Благодарение на този ефект смартфонът може самостоятелно да открие повреда на екрана и да я коригира. За да възстанови устройството след повреда, потребителят не трябва да използва телефона известно време. Ако стъкловидният полимер е напукан или деформиран, материалът се топи и възстановява първоначалната си форма.